# Miss Teen Intercontinental
Miss Teen Intercontinental (en español: Señorita Adolescente Intercontinental) es un concurso de belleza internacional para adolescentes que surgió en 1973.
La actual Miss Teen Intercontinental es Valeria Palma de Ecuador, electa el 24 de noviembre de 2024 en Lima, Perú.

## Historia
Miss Teen Intercontinental surgió como Miss Teenage Peace International, en Aruba, en 1973. Posteriormente Ecuador se convirtió en la sede del concurso internacional, tras ser organizado por el director de concursos de belleza César Montecé, gerente de la compañía Queen of Ecuador. Actualmente Rodrigo Moreira, es el titular de todos los derechos de propiedad intelectual en el  Servicio Nacional de Derechos Intelectuales (SENADI) de Ecuador  y el Instituto Nacional de Defensa de la Competencia y de la Protección de la Propiedad Intelectual (Indecopi) de Perú.

## Ganadoras más recientes
| Año  | Miss Teen Intercontinental                                            | País / Territorio                                                     | Sede del Evento                                                       | Ref.                                                                  |
| ---- | --------------------------------------------------------------------- | --------------------------------------------------------------------- | --------------------------------------------------------------------- | --------------------------------------------------------------------- |
| 2015 | Laryssa Burgos Monteiro                                               | Bolivia                                                               | Guayaquil, Ecuador                                                    | [ 6 ]                                                                 |
| 2016 | Jenyfer Benítez Peñafiel                                              | México                                                                | Guayaquil, Ecuador                                                    |                                                                       |
| 2017 | Tanailyn Medina Santiago                                              | Puerto Rico                                                           | Guayaquil, Ecuador                                                    |                                                                       |
| 2018 | Lisandra Torres Contreras                                             | México                                                                | Guayaquil, Ecuador                                                    |                                                                       |
| 2019 | Oriana Narváez                                                        | Nicaragua                                                             | Ambato, Ecuador                                                       |                                                                       |
| 2020 | No se realizó concurso internacional debido a la pandemia de Covid-19 | No se realizó concurso internacional debido a la pandemia de Covid-19 | No se realizó concurso internacional debido a la pandemia de Covid-19 | No se realizó concurso internacional debido a la pandemia de Covid-19 |
| 2021 | Nayeli Zurita Fierro                                                  | Ecuador                                                               | Guayaquil, Ecuador                                                    |                                                                       |
| 2022 | Stefany Calero Molina                                                 | Curazao                                                               | Guayaquil, Ecuador                                                    | [ 7 ]                                                                 |
| 2023 | Veroniqué Van der Merwe                                               | Sudáfrica                                                             | Guayaquil, Ecuador                                                    | [ 8 ]                                                                 |
| 2024 | Valeria Palma Buendía                                                 | Ecuador                                                               | Lima, Perú                                                            |                                                                       |

## Países ganadores
| País           | Títulos | Año(s)                       |
| -------------- | ------- | ---------------------------- |
| Ecuador        | 5       | 2007, 2010, 2012, 2021, 2024 |
| Estados Unidos | 3       | 1973, 1979, 1982             |
| México         | 2       | 2016, 2018                   |
| Nicaragua      | 2       | 1976, 2019                   |
| Sudáfrica      | 1       | 2023                         |
| Curazao        | 1       | 2022                         |
| Puerto Rico    | 1       | 2017                         |
| Bolivia        | 1       | 2015                         |
| Colombia       | 1       | 2005                         |
| Curazao        | 1       | 2000                         |
| Países Bajos   | 1       | 1983                         |
| Brasil         | 1       | 1981                         |
| Argentina      | 1       | 1980                         |
| India          | 1       | 1978                         |
| Inglaterra     | 1       | 1977                         |
| Irán           | 1       | 1975                         |
| Venezuela      | 1       | 1974                         |

## Concursantes Notables
- Tina Munim segunda finalista en 1975, posteriormente tuvo una exitosa carrera en Bollywood en la década de los 80s.[9]
- Elizabeth Anita Reddi Miss Teen Intercontinental 1978, semifinalista en Miss Mundo 1980.[10]